# Lukvîțea, Bohorodceanî
Lukvîțea (în ucraineană Луквиця) este o comună în raionul Bohorodceanî, regiunea Ivano-Frankivsk, Ucraina, formată numai din satul de reședință.

## Demografie
Componența lingvistică a comunei Lukvîțea
     Ucraineană (98,93%)
     Alte limbi (0,83%)
Conform recensământului din 2001, majoritatea populației comunei Lukvîțea era vorbitoare de ucraineană (98,93%), existând în minoritate și vorbitori de alte limbi.